# M.I.L.S
 (juin 2020).
Pour les articles homonymes, voir Mils (homonymie).
Albums de Ninho
En attendant I.S.P.A.C. 2 (2016) Comme prévu
(2017)
M.I.L.S (acronyme de Maintenant ils le savent) est une mixtape du rappeur français Ninho, sorti le 21 octobre 2016. Contenant 14 pistes dont 3 featurings avec Niska , Leto et Sadek cette mixtape permet à Ninho de se faire un nom et est le début d'une suite de succès.
La mixtape est certifiée triple disque de platine en France avec plus de 300 000 ventes.
Pour cette mixtape, Ninho décidé de faire sortir plusieurs clip vidéos dont Pour nous, Crésus, Dis-moi que tu m'aimes, Elle a mal, Bitch Dab, Tout ira mieux et Malcolm.
Trois singles sont certifiés au moins single d'or. Le titre Dis-moi que tu m'aimes est certifié single de diamant par le SNEP.

## Liste des titres
| 1.    | M.I.L.S                  | LVDR                       | 4:14 |
| 2.    | Soleil                   | LVDR                       | 3:22 |
| 3.    | Sourire                  | ToniiBeats, DJ Quick, Nice | 5:07 |
| 4.    | Pour nous                | LVDR                       | 4:09 |
| 5.    | Crésus (feat. Leto)      | Seezy                      | 3:24 |
| 6.    | Monotonie                | Trent 700, Zay Costello    | 3:29 |
| 7.    | Dis-moi que tu m'aimes   | DJ Quick, Nice, ToniiBeats | 3:18 |
| 8.    | La Roma (feat. Sadek)    | Seezy                      | 3:59 |
| 9.    | Elle a mal (feat. Niska) | Izii Tiime, Blackstarz     | 3:13 |
| 10.   | Bitch Dab                | Trent 700                  | 3:48 |
| 11.   | Somnambule               | LVDR                       | 4:21 |
| 12.   | Tout ira mieux           | SNK                        | 4:49 |
| 13.   | Malcolm                  | SNK                        | 3:22 |
| 14.   | TTR                      | Nice, DJ Quick, ToniiBeats | 2:39 |
| 53:14 |                          |                            |      |

## Titres certifiés en France
- Dis-moi que tu m'aimes  Diamant[2]
- Malcolm  Diamant[3]
- Tout ira mieux  Platine[4]
- Elle a mal (feat. Niska) Diamant[5]
- M.I.L.S  Platine[6]
- Pour nous  Or[7]
- Sourire  Platine[8]
- Monotonie Or[9]

## Classements hebdomadaires
| Classements (2016-17)        | Meilleure position |
| ---------------------------- | ------------------ |
| Belgique (Wallonie Ultratop) | 48                 |
| France (SNEP)                | 22                 |

## Certifications
| Région | Certification | Ventes/Streams |
| --- | ------------- | -------------- |
| France (SNEP) | 3 × Platine   | 300 000‡       |
| *Ventes selon la certification ^Mise en rayon selon la certification xNon précisé par la certification ‡ventes/streaming selon la certification |               |                |